# 메제지르
《메제지르》(튀르키예어: Medcezir)는 2013년부터 2015년까지 터키의 스타 TV에서 방영된 텔레비전 드라마이다. 메제지르는 튀르키예어로 "조석"을 뜻한다.